# Lee Joo-hyung
Lee Joo-hyung (em coreano: 이 주형; 5 de março de 1973) foi um ginasta sul-coreano que competiu em provas de ginástica artística pela nação.
Lee é o detentor de duas medalhas olímpicas, ambas conquistadas na mesma edição. Nos Jogos de Sydney, o atleta subiu ao pódio como o vice-campeão das barras paralelas pós ser superado pelo chinês Li Xiaopeng. Adiante, na barra fixa, foi o medalhista de bronze em prova conquistada pelo russo Alexei Nemov.